# شهرستان بلانسکو
ناحیهٔ بلانسکو (به چکی: Blansko District) یک ناحیه در جمهوری چک است که در منطقه موراویای جنوبی واقع شده‌است. ناحیهٔ بلانسکو ۸۶۲٫۶۵ کیلومتر مربع مساحت و ۱۰۴٬۵۳۵ نفر جمعیت دارد.